# أكاديمية عمان
أكاديمية عمان هي مدرسة مختلطة ناطقة باللغتين العربية والانجليزية، تقع في منطقة غرب عمان. يلتحق بهذه المدرسة 1,628 طالباً، ويتوزع طلابها بين من الحضانة وحتى الصف الثاني عشر .أكاديمية عمان تتكون من اربع مدارس منفصلة.

## الاعتماد الأكاديمي
تأسست المدرسة عام 1991 على يد المدير التنفيذي ليث الفاهوم والمعروف باسم ( ليث بلاستر) وأطلق عليها اسم مدرسة (IB) للبكالوريا الدولية منذ عام 2006م.
تقدم المدرسة الآن برامج البكالوريا الدولية المتكاملة من مرحلة الروضة وحتى الصف الثاني عشر من خلال برنامجمخصص للسنوات التأسيسية وبرنامج السنوات المتوسطة، إضافة إلى برنامج الدبلوم.

## الحرم المدرسي والمرافق
يشمل حرم مدرسة أكاديمية عمان مساحة تزيد عن 16200م مربع ويضم ثلاثة مراكز إعلامية، ويحتوي على مجموعة من المكتبات وسبعة مختبرات للحاسوب وستة مختبرات علمية ومختبر كهروضوئي للطاقة الشمسية ومسرحين وعدة ملاعب خارجية. علاوة على ذلك، يتضمن حرم المدرسة مرافقاً رياضية منها مسبح داخلي وملعب مفتوح لكرة السلة وصالة جمباز، إضافة إلى ملعبين لكرة القدم.

## المنهاج
يتلقى طلبة أكاديمية عمان تعليماً ناطقاً باللغتين العربية والإنجليزية، وذلك ما بين مرحلة ما قبل المدرسة حتى الصف الثاني عشر، إذ ينتقل الطلبة إلى برنامج دبلوم البكالوريا الدولية (الصفوف 11-12) بعد الانتهاء من برنامج السنوات المتوسطة.
يعد هذا البرنامج تحدياً أكاديمياً، حيث يدرس الطلبة ستة مواد خلال الفصل ولمدة عامين، ليتم تقييمهم بناءً على أنظمة داخلية وخارجية، ثم يتقدمون لامتحان في كل المواد عند نهاية البرنامج. وبناءً على ذلك، يتم تشجيع الطلبة على تطبيق مهارات البحث الأكاديمي على مختلف المواد التي يدرسونها.

## البرامج اللامنهجية
تحتوي المدرسة على مجموعة واسعة من الأندية الأكاديمية والثقافية والمهنية، إضافة إلى الأندية الطلابية التي تهتم بتدريب الطلاب قبل دخول سوق العمل، كما ويمكن للطلاب الانخراط في العديد من المبادرات التابعة للأمم المتحدة ومؤتمر جامعة هارفارد للطلاب في أوروبا ونادي المناظرة ونادي الطب ونادي الشعر ونادي الدراما ومجلس الطلاب والأبحاث العلمية والتدريب الداخلي. يتم منح الطلاب فرصة عرض أعمالهم الفنية التي ابتكروها عبر معارض مقامة أثناء العام الدراسي، وذلك كجزء من المناهج الدراسية وبالاعتماد على اهتمامات الطلاب وهواياتهم. علاوة على كل ذلك، يتاح للطلاب فرصة تطوير اهتماماتهم الفنية في المجالات التالية: أعمال السيراميك وفرق الغناء والفرق العزف الموسيقي والتصميم والرسم بالألوان والطلاء والفنون التقنية البصرية منها والمسموعة. يمكن لطلاب العلوم والتكنولوجيا والهندسة والرياضيات الوصول إلى مختبرات الطاقة الشمسية، حيث يمكنهم إجراء أبحاثاً متعلقة بمختلف أنظمة الطاقة الصديقة للبيئة.